# Dennis Brinkmann
Dennis Brinkmann (Essen, 1978. november 22. –) német labdarúgó-középpályás.